# Голубаїв Олександр Павлович
Олександр Павлович Голубаїв (? — † 3 жовтня 1932) — командир полку Дієвої армії УНР.

## Життєпис
Закінчив Тифліський кадетський корпус, артилерійське училище. Станом на 1.1.1910 р. — поручик 21-ї артилерійської бригади (Темір- Хан-Шура). У 1917 р. — командир дивізіону 5-ї артилерійської бригади. Останнє звання у російській армії — підполковник.
У 1918 р служив у Сердюцькому гарматному полку Армії Української Держави. З кінця грудня 1918 р. — командир 8-ї батареї Січових стрільців Дієвої армії УНР, сформованої з колишніх сердюків. З січня 1919 р. і до розформування Корпусу Січових стрільців — командир 3-го (з середини липня 1919 р. — 29-го) гарматного полку Січових стрільців.
Був інтернований польською владою у Луцьку. Невдовзі перейшов до білогвардійців, служив у Російській армії П. Врангеля.
Помер на еміграції в Югославії.